# Teròfit

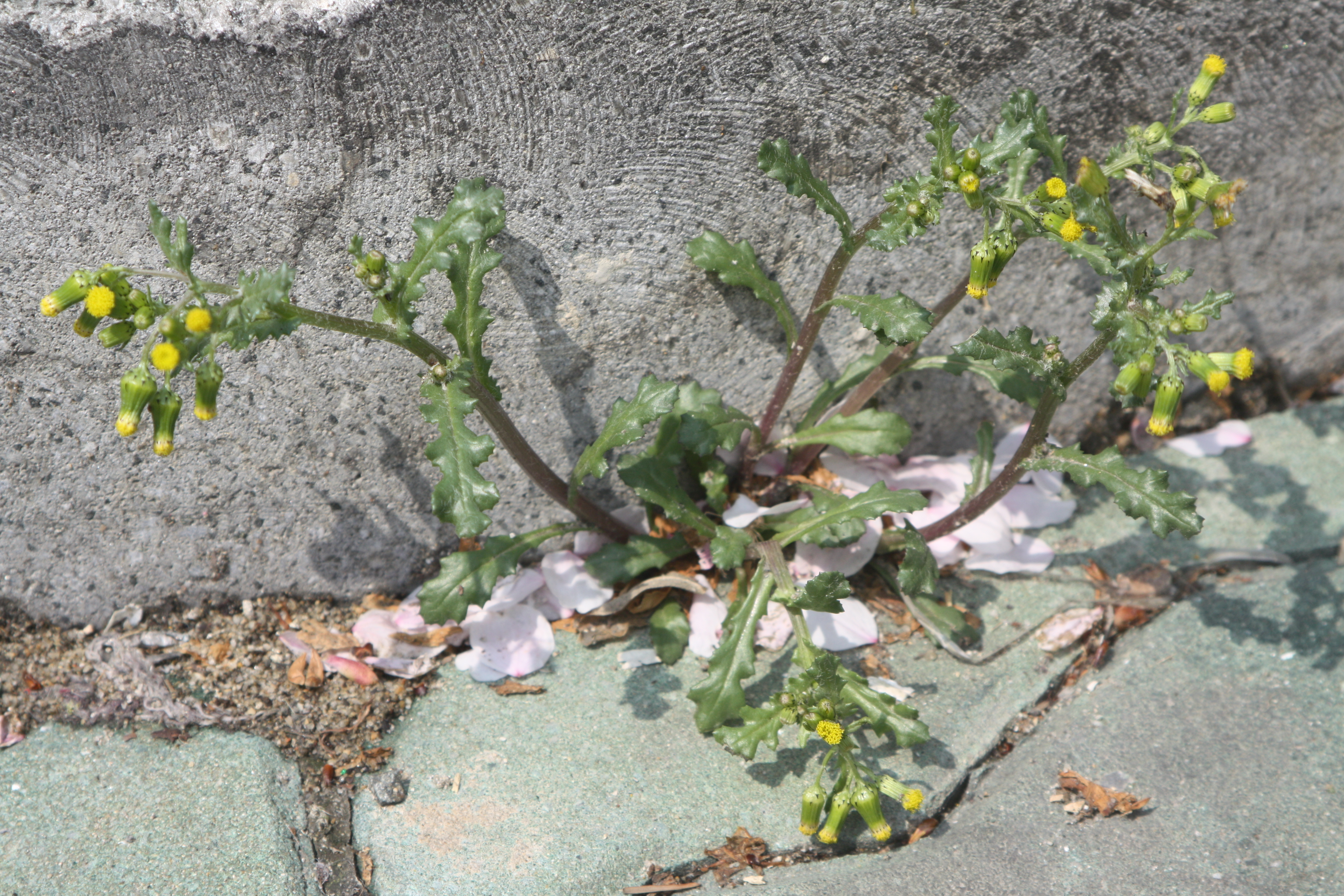
Exemple de teròfit d'ambients ruderals o urbans, Senecio vulgaris.

Un teròfit és, en la classificació de les formes vitals de Raunkjaer, qualsevol planta que té durant l'època desfavorable les gemmes perdurants en l'embrió de la llavor. Per tant, és capaç de completar tot el seu cicle en l'estació favorable, de manera que en l'època desfavorable, un cop ha fructificat, mor i només en resten les llavors, les quals germinaran en tornar les condicions adequades. Inclou les plantes anuals.
Els teròfits són freqüents en climes amb un període vegetatiu curt o amb estacions molt marcades com és el cas dels climes desèrtics, semidesèrtics o climes mediterranis, amb hiverns temperats i estius eixuts, durant els que pot ser un avantatge el repòs vegetatiu absolut. També són freqüents en ambients ruderals (vores de camins, runams suburbans, etc.) que són medis poc estables, en què construir uns aparells vegetatius duradors sovint no és d'utilitat. Per contra, a l'alta muntanya hi són molt rars, ja que les poblacions de teròfits necessiten produir llavors i noves plantes cada any per perpetuar-se, i a l'alta muntanya és probable que un any especialment rigorós impedeixi la florida o la germinació d'una espècie, eliminant-la de l'indret. Són exemples de teròfits la rosella i diverses espècies comestibles cultivables com la mongetera.
Els teròfits es poden classificar en funció del seu port:
- Teròfits erectes: plantes anuals que tenen les tiges folioses ascendents, com per exemple l'heliantem maculat, la rosella o el mill de sol daurat.
- Teròfits fasciculats: plantes anuals que tenen les tiges troben agrupades en feixos com és el cas de certes poàcies o ciperàcies, com per exemple pèl de bou o la serrana fosca.
- Teròfits rossulats: plantes anuals amb totes les fulles basals, com per exemple certes espècies de Plantago o Hypecoum.
- Teròfits escandents: plantes anuals que necessiten el suport d'una altra planta o estructura (paret, pedra, mur). Són teròfits es candents la paràsita Cuscuta campestris o algunes espècies del gènere Lathyrum.
- Teròfits reptants: plantes anuals que les seves tiges es recolzen arran de terra. Alguns exemples són el tríbol, l'Euphorbia prostrata o la saladeta.[4]

## Exemples

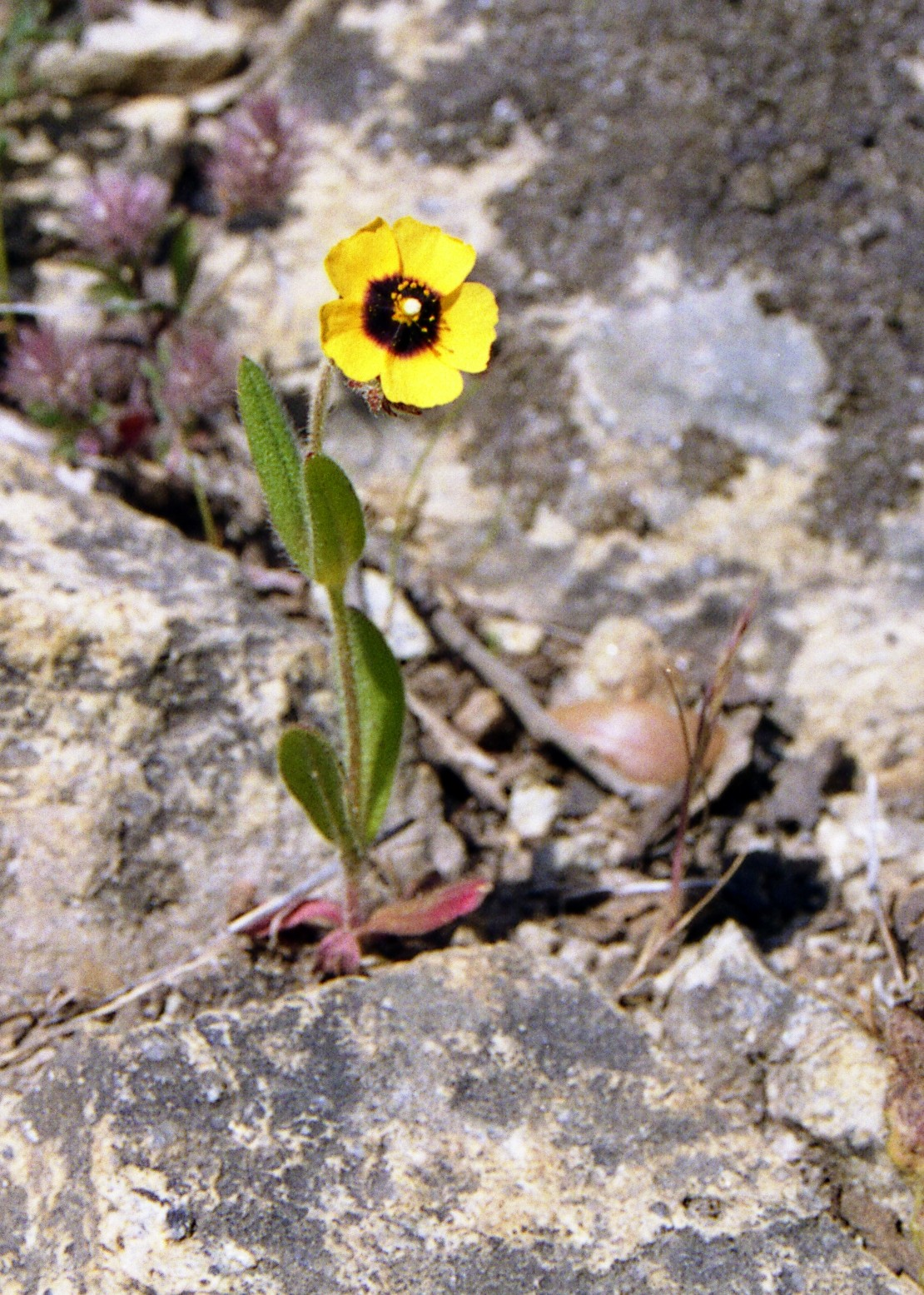
heliantem maculat (teròfit erecte)
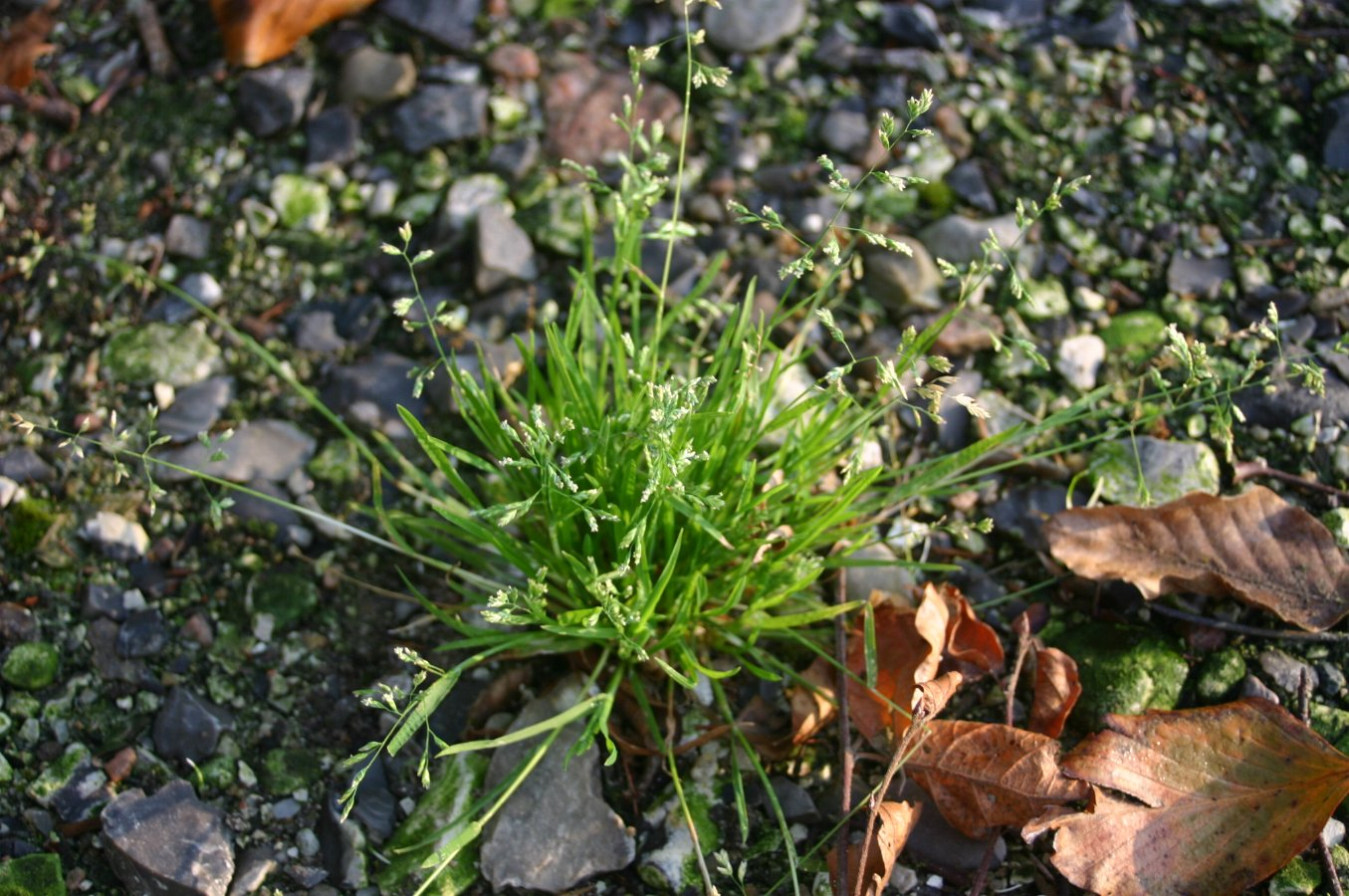
Pèl de bou (teròfit fasciculat)
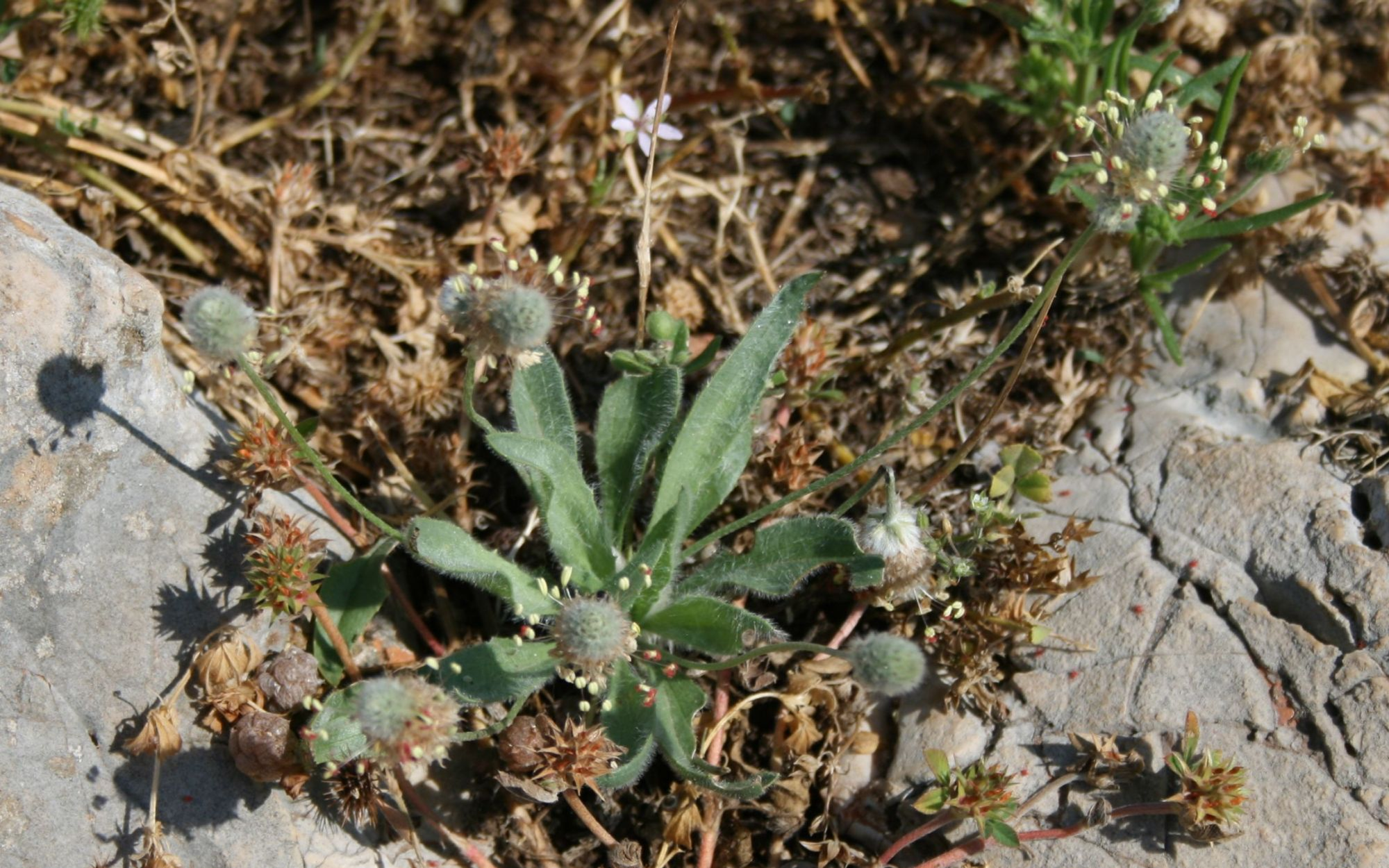
Plantatge morro d'ovella (teròfit rossulat)
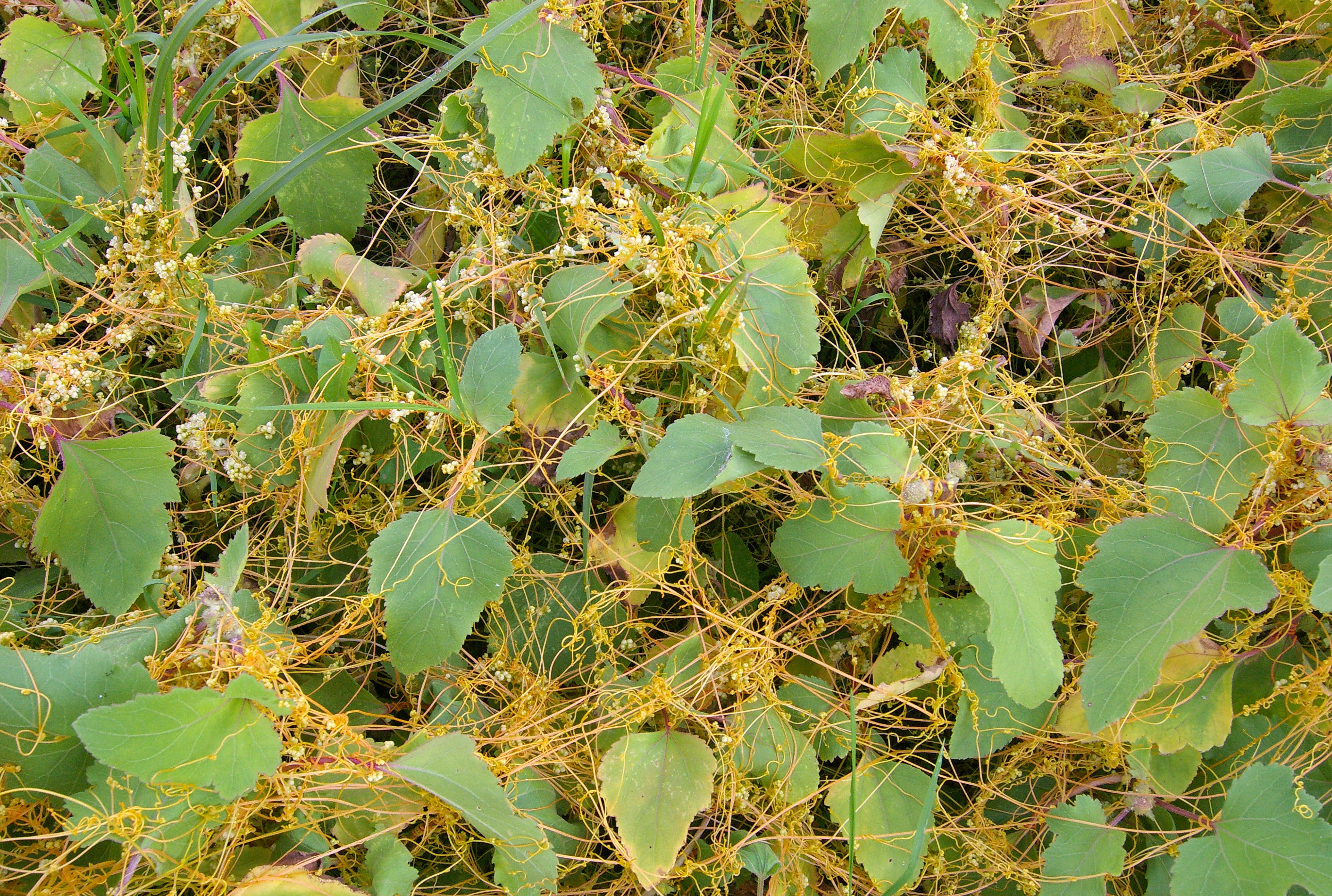
Cuscuta campestris (teròfit escandent) damunt de Xanthium albinum
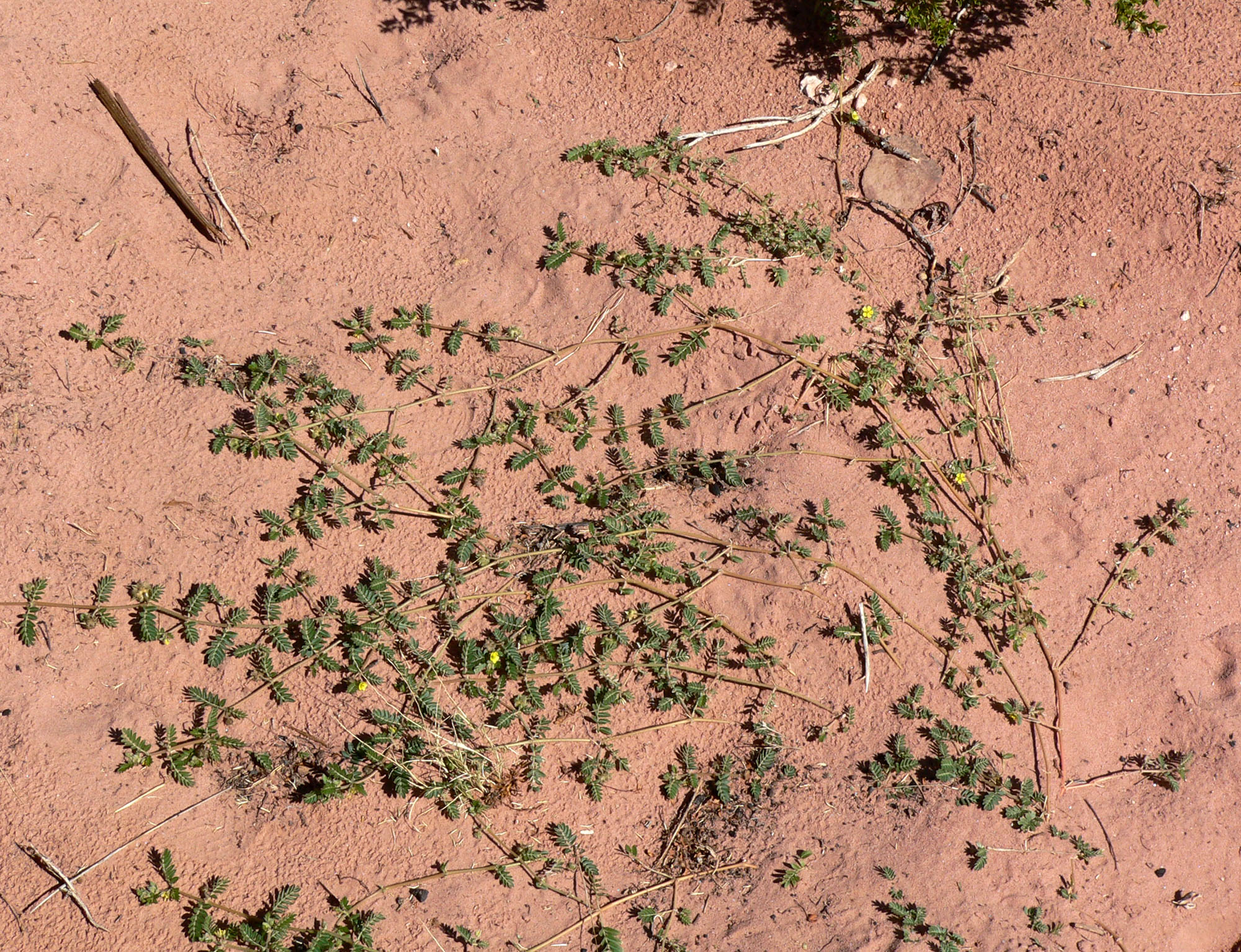
Tríbol (teròfit reptant)